# Третій шлях (партія)
Третій шлях (нім. Der Dritte Weg, Der III. Weg) — невелика ультраправа націоналістична політична партія в Німеччині.

## Історія
Партія заснована 28 вересня 2013 року колишніми членами НДП і активістами із забороненої організації Free Network South. У партії є зв'язки з урядом Асада в Сирії, Хезболлою в Лівані, Національним корпусом, Правим сектором і «Свободою» в Україні, Північним рухом опору в країнах Скандинавії.
Засновник і лідер партії — Клаус Армштофф (нім. Klaus Armstroff). Партія здебільшого діє в Тюрінгії, Баварії і Бранденбурзі.
1 травня 2019 року група людей із прапорами Der Dritte Weg пройшла через місто Плауен в Саксонії, за день до пам'яті про Голокост із плакатом «Соціальна справедливість замість злочинних іноземців». Центральна рада євреїв Німеччини заявила, що уряд Саксонії має заборонити подібні марші, якщо він серйозно ставиться до боротьби з ультраправим екстремізмом.
3 жовтня 2020 року партія провела парад у Берлін-Хоеншьонхаузені.
У липні 2021 року партію допустили до участі на парламентських виборах 2021 року, після чого, СДПН різко розкритикувала допуск партії «Третій шлях» до участі на парламентських виборах 2021 року, додавши, що «кожен голос за цю партію означає голос проти нашої Федеративної Республіки».

## Програма
Партія, за її власним поданням, закликає до так званого «німецького соціалізму» як ймовірного «третього шляху», відмінного від комунізму і капіталізму. Партія приділяє увагу питанням клімату і навколишнього середовища. Виступає за вихід з НАТО.
Партія є антипарламентською, вона прагне до президентської демократії із широкими повноваженнями для президента. Вимагає націоналізувати банки і ключові галузі промисловості.